# Classic Loire Atlantique 2015
La Classic Loire Atlantique 2015, sedicesima edizione della corsa e valida come evento dell'UCI Europe Tour 2015 categoria 1.1 e come seconda prova della Coppa di Francia, si svolse il 21 marzo 2015 su un percorso di 184,8 km. 
Fu vinta dal francese Alexis Gougeard, che giunse al traguardo con il tempo di 4h27'24", alla media di 41,47 km/h, davanti all'italiano Marco Marcato e a completare il podio il francese Anthony Delaplace.
Alla partenza 132 ciclisti presero il via, dei quali 83 portarono a termine la gara.

## Squadre e corridori partecipanti
| N.    | Cod. | Squadra                     |
| ----- | ---- | --------------------------- |
| 1-8   | ALM  | AG2R La Mondiale            |
| 11-18 | FDJ  | FDJ                         |
| 21-28 | BSE  | Bretagne-Séché              |
| 31-38 | COF  | Cofidis, Solutions Crédits  |
| 41-48 | EUC  | Team Europcar               |
| 51-58 | TSV  | Topsport Vlaanderen-Baloise |
| 61-68 | WGG  | Wanty-Groupe Gobert         |
| 71-78 | AND  | Androni Giocattoli-Sidermec |
| 81-88 | CJR  | Caja Rural-Seguros RGA      |

| N.      | Cod. | Squadra                 |
| ------- | ---- | ----------------------- |
| 91-98   | CLT  | Cult Energy Pro Cycling |
| 101-108 | ADT  | Armée de Terre          |
| 111-118 | AUB  | Auber 93                |
| 121-128 | RLM  | Roubaix-Lille Métropole |
| 131-138 | M13  | Team Marseille 13-KTM   |
| 141-148 | VER  | Veranclassic-Ekoi       |
| 151-158 | WBC  | Wallonie-Bruxelles      |
| 161-168 | MUR  | Murias Taldea           |

## Ordine d'arrivo (Top 10)
| Pos. | Corridore          | Squadra       | Tempo    |
| ---- | ------------------ | ------------- | -------- |
| 1    | Alexis Gougeard    | AG2R          | 4h27'24" |
| 2    | Marco Marcato      | Wanty-Gobert  | a 3"     |
| 3    | Anthony Delaplace  | Bretagne      | s.t.     |
| 4    | Omar Fraile        | Caja Rural    | a 8"     |
| 5    | Julien El Fares    | Marseille 13  | a 24"    |
| 6    | Maxime Renault     | Auber 93      | s.t.     |
| 7    | Timothy Dupont     | Roubaix-Lille | s.t.     |
| 8    | Sébastien Delfosse | Wallonie      | s.t.     |
| 9    | Romain Combaud     | Armée de Te.  | s.t.     |
| 10   | Kévin Réza         | FDJ           | s.t.     |